# Marco Paulo

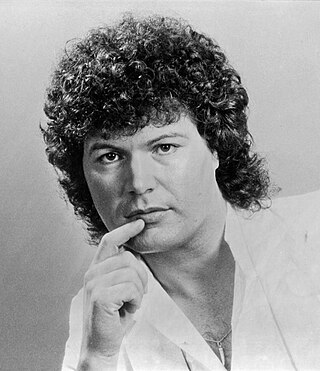
Marco Paulo

Marco Paulo (* 21. Januar 1945 als João Simão da Silva in Mourão, Alentejo; † 24. Oktober 2024) war ein portugiesischer Pop-Sänger.

## Leben
Marco Paulo trat erstmals als Kind mit Liedern des spanischen Kinderstars Joselito bei den Stadtfesten von Alenquer auf. Im Alter von 14 Jahren trat er als Sänger dem Volkstanzverein (Rancho folclórico) von Alenquer bei. Seit seinem 16. Lebensjahr lebte er in der aufstrebenden Industriestadt Barreiro, wo er in verschiedenen Musikvereinen sang und mit 18 Jahren Gesangsunterricht erhielt. 1966 nahm er am Musikfestival im Casino Figueira im Seebad Figueira da Foz teil, wo er den dritten Platz belegte. Es wurde sein erster Fernsehauftritt, und er nahm in der Folge seine erste Schallplatte auf, die noch 1966 veröffentlichte Aufnahme Não Sei, eine Version eines Titels des französischen Komponisten Alain Barrière.
Es folgten weitere Festivalauftritte, so 1967 der Große Preis des Liedes des RTP-Fernsehens (Grande Prémio RTP da Canção) und 1970 als portugiesischer Vertreter bei der Gesangsolympiade in Athen. 1978 erhielt er für die Single Ninguém, Ninguém/Canção Proibidaseine erste Goldene Schallplatte. 1980 feierte er seinen größten Verkaufserfolg mit der Single Eu tenho dois amores, die sich über 150.000 Mal verkaufte und damit Dreifach-Gold-Status erreichte.
Es folgten zahlreiche Veröffentlichungen und er trat häufig im Fernsehen auf. Seine vielen Konzertreisen führten ihn auch ins Ausland, wo er insbesondere bei den Gemeinden der ausgewanderten Portugiesen in Mitteleuropa, Kanada und Südamerika Erfolge feierte. Nachdem er seit seiner ersten EP 1966 für die EMI/Valentim de Carvalho aufgenommen hatte, wechselte er 2001 zum portugiesischen Label Zona Música, wo er mit dem Album As Nossas Canções – 35 Anos da Nossa Música einen Querschnitt durch die jüngere Musikgeschichte Portugals aufnahm. Das Album kam bis auf den zweiten Platz der Verkaufscharts.
2007 vollzog er einen leichten Image-Wandel und wechselte Plattenhersteller und Produzententeam. Nachdem er seine Karriere auf Coverversionen aufgebaut hatte, nahm er nun erstmals ein Album mit neuen Stücken auf, Marco Paulo, das bis auf den 15. Platz der Hitparade kam. Das ein Jahr später veröffentlichte Album O melhor de mim gelangte dann an die Spitze der Charts. Auch danach kamen seine Alben in die Charts und er war wieder verstärkt im Fernsehen präsent, u. a. 2013 in der erfolgreichen Telenovela Bem-vindos a Beirais.
Marco Paulo starb im Oktober 2024 im Alter von 79 Jahren.

## Rezeption
Marco Paulo galt als einer der bekanntesten Unterhaltungssänger in Portugal. Seine Veröffentlichungen umfassten annähernd 30 Alben und Compilations und über 40 Singles und EPs, darunter u. a. Duette mit Simone de Oliveira und Madalena Iglésias. Er war auch häufig Gast in Unterhaltungssendungen des portugiesischen Fernsehens, für das er gelegentlich auch Talkshows moderierte.
Seine Karriere baute auf meist romantischen Versionen internationaler und portugiesischsprachiger Erfolgslieder auf. Gelegentlich wurde er als einer der bekanntesten Vertreter der Unterhaltungssänger alten Typus parodiert, so in den satirischen Fernsehserien Os Contemporâneos und Gato Fedorento. Letztere machte sich immer wieder auch lustig über ihn.

## Diskografie
Alben

| Jahr | Titel                                 | Höchstplatzierung, Gesamtwochen, AuszeichnungChartsChartplatzierungen (Jahr, Titel, Platzierungen, Wochen, Auszeichnungen, Anmerkungen) | Anmerkungen                             |
| Jahr | Titel                                 | PT | Anmerkungen                             |
| ---- | ------------------------------------- | --- | --------------------------------------- |
| 2003 | As nossas canções                     | PT2 Silber · (30 Wo.)PT |                                         |
| 2004 | Ouro é platina                        | PT13 (5 Wo.)PT |                                         |
| 2004 | Amor sem limite                       | PT5 Gold · (14 Wo.)PT |                                         |
| 2005 | 40 anos de amor eterno                | PT7 Gold · (7 Wo.)PT |                                         |
| 2006 | Os últimos grandes êxitos             | PT17 (7 Wo.)PT |                                         |
| 2007 | Marco Paulo                           | PT1 (20 Wo.)PT |                                         |
| 2008 | O melhor de mim                       | PT1 Platin · (18 Wo.)PT |                                         |
| 2009 | De corpo e alma                       | PT6 ×2Doppelplatin · (8 Wo.)PT |                                         |
| 2010 | Vida                                  | PT21 (3 Wo.)PT |                                         |
| 2015 | Diario                                | PT6 (6 Wo.)PT |                                         |
| 2017 | Tour 50 anos ao vivo no campo pequeno | PT4 (26 Wo.)PT |                                         |
| 2022 | Por ti                                | PT15 (4 Wo.)PT | Erstveröffentlichung: 18. November 2022 |

Weitere Alben
- 2001: Nossa Senhora – 35 Anos Da Nossa Musica (PT: Gold)[16]